# Yuan Jiang (Jangtsekiang)
Der Yuan Jiang (chinesisch 沅江, Pinyin Yuán Jiāng – „Yuan-Fluss“) oder Yuan Shui (沅水,  Yuán Shuǐ – „Yuan-Gewässer“), ein schiffbarer Nebenfluss des Jangtsekiang, ist nach dem Xiang Jiang der zweitgrößte Fluss in der chinesischen Provinz Hunan und siebtgrößter Zufluss des Jangtsekiang.
Der Yuan Jiang entspringt in der Provinz Guizhou und mündet im Norden Hunans in den Dongting-See, über den sein Wasser in den Jangtsekiang fließt. Sein Flusssystem hat eine Gesamtlänge von 1033 Kilometern, davon 568 in Hunan; das Einzugsgebiet umfasst 89.163 Quadratkilometer, die mittlere Wasserführung beträgt 2158 m³/s.